# Hermanas de la Caridad, Hijas de María y José
La Congregación de Hermanas de la Caridad, Hijas de María y José, conocida también como Congregación Omnibus Caritas es una congregación religiosa católica femenina, de vida apostólica y de derecho pontificio, fundada en 1820 por la religiosa holandesa Anna van Hees, en Bolduque. A las religiosas de este instituto se les conoce como Hijas de María y José y posponen a sus nombres las siglas D.M.J.

## Historia
La congregación fue fundada el 7 de julio de 1820, en Bolduque (Países Bajos), por la religiosa Anna van Hees, con la ayuda de su director espiritual, Jacobus Antonius Heeren, para la atención de las familias necesitadas, especialmente de los abandonados y huérfanos. Inicialmente el grupo formó una asociación de mujeres ricas, luego se convirtió en un instituto secular y actualmente pasó a ser una congregación religiosa. Entre sus obras se cuenta el trabajo pionero que realizó el instituto en los Países Bajos con la educación con los sordomudos.
El instituto recibió la aprobación como congregación religiosa de derecho diocesano en 7 de julio de 1820, de parte de Antonius van Alphen, vicario apostólico de Bolduque. El instituto fue elevado a congregación religiosa de derecho pontificio.

## Organización
La Congregación de Hermanas de la Caridad, Hijas de María y José es un instituto religioso de derecho pontificio y centralizado, cuyo gobierno es ejercido por una superiora general. La sede central se encuentra en Bolduque (Países Bajos).
Las Hijas de María y José se dedican a las misiones. En 2017, el instituto contaba con 99 religiosas y 11 comunidades, presentes en Indonesia, Países Bajos y Timor Oriental.